# Josiane Shen
Josiane Shen war eine luxemburgische Ansagerin und Moderatorin bei Télé Luxembourg in den 1960er und 1970er Jahren. Ihr größter Auftritt war die Moderation des Grand Prix Eurovision de la Chanson 1966 in Luxemburg, die sie – außer bei der abschließenden Punktevergabe – vollständig auf Französisch durchführte.